# SeeYa
SeeYa（シーヤ、씨야）は、韓国の元女性アイドルグループ。2006年にメジャーデビューし、2011年に解散した。

SeeYaというグループ名の意味は「See You Always」の「いつでもファンの前で歌を歌う」という意味と「See You Again」の「もう一度会おう」という意味が込められている。

## 来歴
- GMエンタテインメント・ポイボス（Poibos）が共同開催したオーディションで、ナム・ギュリ、キム・ヨンジ、イ・ボラムの3名が選出。ポイボス所属の人気男性グループSG Wannabeのメンバーから、1年間の歌唱・ダンストレーニングを受け、2006年2月にアルバム『女人の香り』（여인의 향기）でデビューした。「女性版SG Wannabe」とも呼ばれる。
- インターネットコミュニティで火が付き、デビューから数ヶ月という短期間で高い人気を獲得した。
- 2011年1月解散。ラストアルバムには脱退したオリジナルメンバーのナム・ギュリも参加した。

## メンバー
- キム・ヨンジ（김연지、金延智、1986年10月30日（38歳） - ）: リードボーカル。
- イ・ボラム（이보람、李寶藍、1987年2月17日（38歳） - ）: ボーカル。

## 元メンバー
- ナム・ギュリ（남규리、南奎里、本名：남미정、ナム・ミジョン、1985年4月26日（39歳） - ）: 容貌が同国の女優・ソン・ヘギョに似ているとして韓国のインターネットコミュニティで話題になった。2009年4月脱退。
- イ・スミ（이수미、李受美、1989年3月3日（36歳） - ）: 2009年8月加入、2010年7月脱退。同年9月より「男女共学」のメンバー（リーダー）として活動している。

## ディスコグラフィー

### アルバム
- 1集　「The First Mind」（2006年2月24日）
- 2集　「Lovely Sweet Heart」（2007年5月25日）
- 2.5集　「California Dream」（2008年1月2日）
- 3集　「Brilliant Change」（2008年9月26日）
- 4集　「Rebloom」（2009年10月26日）
- 5集　「See you again」（2011年1月20日）

### その他
- 狂った愛の歌：ドラマ「透明人間チェ・チャンス」サウンドトラック（2006年7月14日）

### コラボレーション曲
- 「To My Lover」（2006年9月12日）：SeeYa (ヨンジ) & Brown Eyed Girls (Jea)
- 「永遠の愛/女性時代」(2009年5月6日) :T-ARA（ジヨン）&ダビチ
- 「ワンダーウーマン」(2010年1月7日)：ウンジョン、ヒョミン(T-ARA) & ダビチ

## 受賞歴
| 年度 | 受賞歴 |
| ---- | --- |
| 2006 | - 第13回大韓民国芸能芸術賞受賞 - 女性歌手グループ部門 - 第3回アジアソングフェスティバル - 新人歌手賞 - 2006 Mnet Km Music Festival (MKMF) - 最優秀 O.S.T. 賞 - 第16回ソウル歌謡大賞 - 新人歌手賞 - 第21回ゴールデンディスク賞 - 新人歌手賞 - SBSミュージックアワード - 女性新人歌手賞 |
| 2007 | - 2007 Mnet Km Music Festival (MKMF) - 女性グループ賞 - 第22回ゴールデンディスク賞 - デジタル音源 - 本賞 |
| 2008 | - 第17回ソウル歌謡大賞 - 本賞 |

## アクシデント
- 2006年8月20日、SBSで放送された歌番組『SBS人気歌謡』放送中、バックダンサーの一人が突然倒れ、痙攣(けいれん)するアクシデントが起きたが、演奏は続行され、2番サビのところでSBSのスタッフが急遽ステージ外に運び出すという事態になった。歌が中断されなかった理由については、歌に口を合わせるリップシンク(いわゆる口パク)を実施していたからという理由が有力説である。この放送後、YouTubeなどの動画サイトに問題のシーンがアップされ、韓国や日本などでも非難の声が上がった。放送後に、SBSは会見を開き、「ダンサーに持病があったが、現在は回復」と説明し謝罪した[1]。